# 阿雷东多
阿雷东多，是西班牙坎塔布里亚的一个市镇。总面积47平方公里，总人口585人（2001年），人口密度12人/平方公里。